# الغواصة الألمانية يو-11 (1935)
غواصة يو-11 غواصة يو بوت ألمانية من الفئة الثانية بي بنيت ل سلاح بحرية ألمانيا النازية كريغسمارينه، في أحواض بناء السفن الألمانية التابع لشركة جرمانيا لبناء السفن في كيل خلال الحرب العالمية الثانية. كلفت في 21 سبتمبر 1935، وعملت في العديد من أساطيل التدريب في حياتها المهنية التي استمرت 10 سنوات، لكنها غرقت بدون إغراقها أي سفن.